# Cithaeronidae
Cithaeronidae (Simon, 1893) è una famiglia di ragni appartenente all'infraordine Araneomorphae.

## Etimologia
Il nome deriva dal greco Κιθαιρὼν, Kithairòn, cioè Citerone, monte greco situato fra l'Attica e la Beozia, dove è stato rinvenuto per la prima volta nel 1872, ed il suffisso -idae, che designa l'appartenenza ad una famiglia.

## Descrizione
I ragni di questa famiglia sono molto mobili e veloci, cacciano attivamente di notte e di giorno rimangono imbozzolati in involucri serici che costruiscono sotto le pietre. Le femmine del genere Cithaeron sono lunghe approssimativamente da 5 a 7 millimetri, i maschi sono più piccoli, al massimo 4 millimetri, di colore giallo pallido e con preferenza per luoghi pietrosi, molto caldi e asciutti.

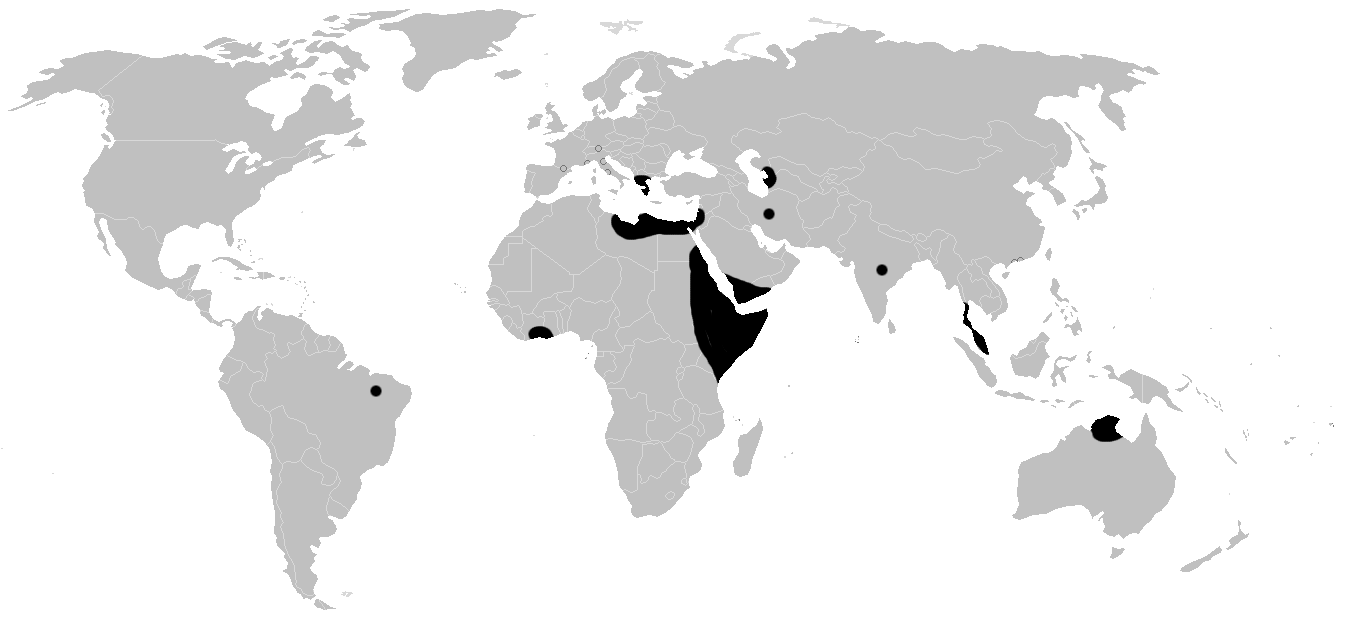
Cithaeronidae - distribuzione

## Distribuzione
I ragni del genere Cithaeron sono diffusi in Africa principalmente, e in varie località dell'Eurasia fra cui spicca la Grecia dove venne rinvenuto il primo esemplare. Tre femmine adulte di Cithaeron praedonius sono state rinvenute a Teresina, nel Piauí, stato del Brasile; poiché il ritrovamento è avvenuto in prossimità di abitazioni umane, si presume sia stato introdotto accidentalmente in zona. Considerazioni analoghe valgono anche per gli esemplari trovati nel Territorio del Nord, in Australia.

## Tassonomia
Attualmente, a novembre 2020, si compone di due generi e otto specie:
- Cithaeron O. P.-Cambridge, 1872 - Grecia, dalla Libia alla Malaysia, India, Costa d'Avorio, Africa orientale
- Inthaeron Platnick, 1991 - India